# Yamaha SY99
Le Yamaha SY99 est un synthétiseur conçu et distribué par la société japonaise Yamaha à partir de 1991.
Il dispose de 16 voix de polyphonie, 6 opérateurs FM et 16 voix d'échantillonnage, un séquenceur 16 pistes de 27 000 notes, et un clavier dynamique de 76 touches avec aftertouch.
Il a été utilisé en particulier par Chick Corea et Vangelis.